# Megacòlon
El megacòlon és una dilatació anormal del còlon (també anomenat intestí gros). Això condueix a la hipertròfia del còlon. La dilatació sovint s'acompanya d'una paràlisi dels moviments peristàltics de l'intestí. En casos més extrems, les femtes es consoliden en masses dures dins del còlon, anomenades fecalomes (literalment, tumor fecal), que poden requerir cirurgia per ser extirpades.
Un còlon humà es considera anormalment engrandit si té un diàmetre superior a 12 cm al cec (generalment és inferior a 9 cm), superior a 6,5 cm a la regió rectosigmoide i superior a 8 cm per al còlon ascendent. El còlon transvers sol ser inferior a 6 cm de diàmetre.
Un megacòlon pot ser agut o crònic. També es pot classificar segons la causa.

## Senyals i símptomes
Els signes i símptomes externs són restrenyiment de molt llarga durada, inflor abdominal, tendresa abdominal i timpani, dolor abdominal, palpació de masses fecals dures i, en megacòlon tòxic, febre, potassi en sang baix, taquicàrdia i pot provocar xoc. De vegades s'observen úlceres estercorals en el megacòlon crònic, que pot provocar una perforació de la paret intestinal en aproximadament un 3% dels casos, provocant sèpsia i risc de mort.

## Causa
- Megacòlon congènit o aganglionar
- Medicació
- Megacòlon adquirit, del qual hi ha diverses causes possibles:
  - Megacòlon idiopàtic
  - Megacòlon tòxic
  - Megacòlon secundari a infecció
    - Clostridium difficile
    - Trypanosoma cruzi (malaltia de Chagas)

  - Feocromocitoma, possiblement secundari al restrenyiment que presenta.[8]
  - Altres malalties neurològiques, sistèmiques i metabòliques

### Megacòlon aganglionar
També anomenada malaltia de Hirschsprung, és un trastorn congènit del còlon en el qual les cèl·lules nervioses del plexe mientèric de les seves parets, també conegudes com a cèl·lules ganglionars, estan absents. És un trastorn poc freqüent (1:5 000), amb una prevalença entre els homes que és quatre vegades superior a la de les dones. La malaltia de Hirschsprung es desenvolupa en el fetus durant les primeres etapes de l'embaràs. Una predisposició genètica a la malaltia de Hirschsprung s'ha relacionat amb el cromosoma 13, on una mutació sense sentit en una regió ultraconservada perjudica la funcionalitat del receptor W276C. Altres set gens semblen estar implicats, però. Si no es tracta, el pacient pot desenvolupar enterocolitis.

### Medicació
La risperidona, un medicament antipsicòtic, pot provocar megacòlon.

### Megacòlon tòxic
El megacòlon tòxic s'observa principalment en la colitis ulcerosa i la colitis pseudomembranosa, dues inflamacions cròniques del còlon (i ocasionalment, en l'altre tipus de malaltia inflamatòria intestinal, la malaltia de Crohn). El seu mecanisme no s'entén del tot. Probablement es deu a una producció excessiva d'òxid nítric, almenys en la colitis ulcerosa. La prevalença és aproximadament la mateixa per als dos sexes.
En pacients amb VIH/SIDA, la colitis per citomegalovirus (CMV) és la principal causa de megacòlon tòxic i laparotomia d'emergència. El CMV també pot augmentar el risc de megacòlon tòxic en pacients no VIH/SIDA amb IBD.

### Malaltia de Chagas
El megacòlon es pot associar amb la malaltia de Chagas.
A Amèrica Central i del Sud, la incidència més freqüent de megacòlon crònic és l'observada en aproximadament el 20% dels pacients afectats per la malaltia de Chagas. El Chagas és causat per Trypanosoma cruzi, un protozou flagel·lat transmès per les femtes d'un insecte hematòfag, l'insecte assassí, quan s'alimenta. El chagas també es pot adquirir de manera congènita, mitjançant transfusió de sang o trasplantament d'òrgans, i rarament a través d'aliments contaminats (per exemple garapa). Hi ha diverses teories sobre com es desenvolupa el megacòlon (i també el megaesòfag) en la malaltia de Chagas. El metge i patòleg austríac - brasiler Fritz Köberle va ser el primer a proposar la hipòtesi neurogènica basada en la destrucció documentada del plexe mientèric a les parets del tracte intestinal dels pacients de Chagas. En això, la destrucció de la innervació del sistema nerviós autònom del còlon condueix a una pèrdua del to muscular llis normal de la paret i la posterior dilatació gradual. La seva investigació va demostrar que, en quantificar àmpliament el nombre de neurones del sistema nerviós autònom al plexe d'Auerbach, que:
1. les neurones es van reduir fortament a tot el tracte digestiu;
2. megacòlon va aparèixer només quan es va produir una reducció de més del 80% del nombre de neurones
3. aquestes patologies van aparèixer com a conseqüència de la interrupció del control integrat neuronal de la peristalsi (contracció anular muscular) en aquelles parts on és necessària una força forta per impulsar el bol luminal de la femta.
4. el megacòlon idiopàtic i el megacòlon de Chagas semblen tenir la mateixa causa, és a dir, la degeneració del plexe mientèric.

Per què T. cruzi provoca la destrucció, però, encara està per determinar. Hi ha proves de la presència de neurotoxines específiques, així com d'una reacció desordenada del sistema immunitari.

## Diagnòstic
El diagnòstic s'aconsegueix principalment mitjançant radiografia i ecografia simples i contrastades. Els estudis de trànsit de marcadors colònics són útils per distingir la inèrcia del còlon de les causes d'obstrucció de la sortida funcional. En aquesta prova, el pacient s'empassa un bol d'agent de radiocontrast soluble en aigua i s'obtenen pel·lícules 1, 3 i 5 dies després. Els pacients amb inèrcia del còlon mostren que el marcador es propaga per l'intestí gros, mentre que els pacients amb obstrucció de la sortida presenten acumulacions lentes de marcadors en alguns llocs. També es pot utilitzar una colonoscòpia per descartar causes obstructives mecàniques. La manometria anorectal pot ajudar a diferenciar les formes adquirides de les congènites. Es recomana la biòpsia rectal per fer un diagnòstic final de la malaltia de Hirschsprung.

## Tractament
Els possibles tractaments inclouen:
- Els casos estables es tracten eficaçment amb laxants i agents de volum, així com modificacions en la dieta i els hàbits de femta.
- Els corticoides i altres medicaments antiinflamatoris s'utilitzen en el megacòlon tòxic.
- Els antibiòtics s'utilitzen per a infeccions bacterianes com la vancomicina oral per Clostridium difficile
- La desimpactació de la femta i la descompressió mitjançant sondes anorectals i nasogàstriques s'utilitzen per tractar el megacòlon.
- Quan el megacòlon empitjora i les mesures conservadores no aconsegueixen restablir el trànsit, pot ser necessària la cirurgia.
- El betanecol també es pot utilitzar per tractar el megacòlon mitjançant la seva acció colinèrgica directa i la seva estimulació dels receptors muscarínics que produeixen un efecte semblant al parasimpàtic.

Hi ha diversos enfocaments quirúrgics per tractar el megacòlon, com ara una colectomia (extirpació de tot el còlon) amb anastomosi ileorrectal (lligat dels segments restants d'ili i recte), o una proctocolectomia total (extirpació de còlon, sigmoide). i recte) seguit d'ileostomia o seguit d'anastomosi ileoanal.